# Ansitz Schickenburg
Der Ansitz Schickenburg ist zusammen mit der Antoniuskapelle ein geschütztes Baudenkmal in der Gemeinde Marling in Südtirol. 

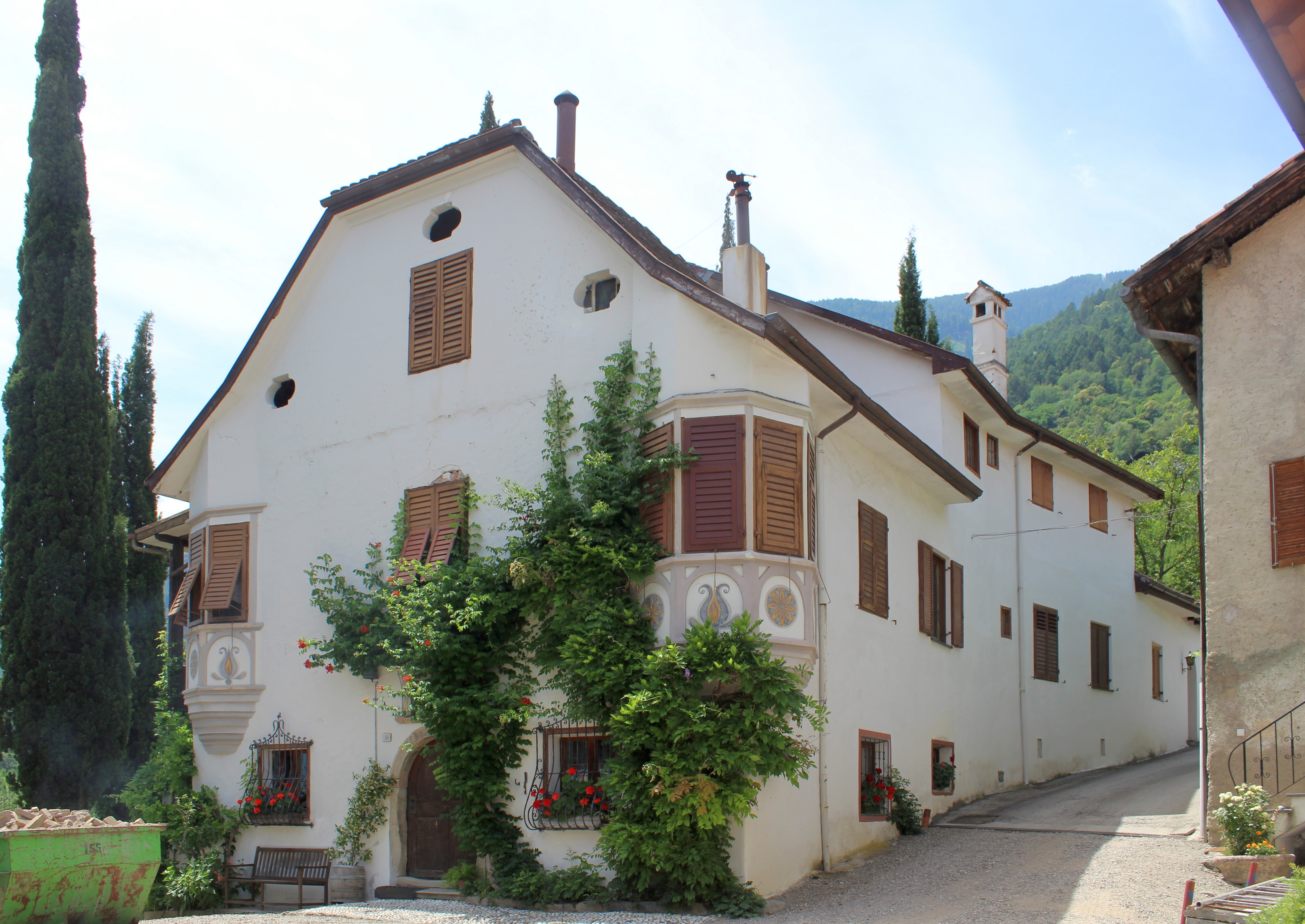
Ansitz Schickenburg

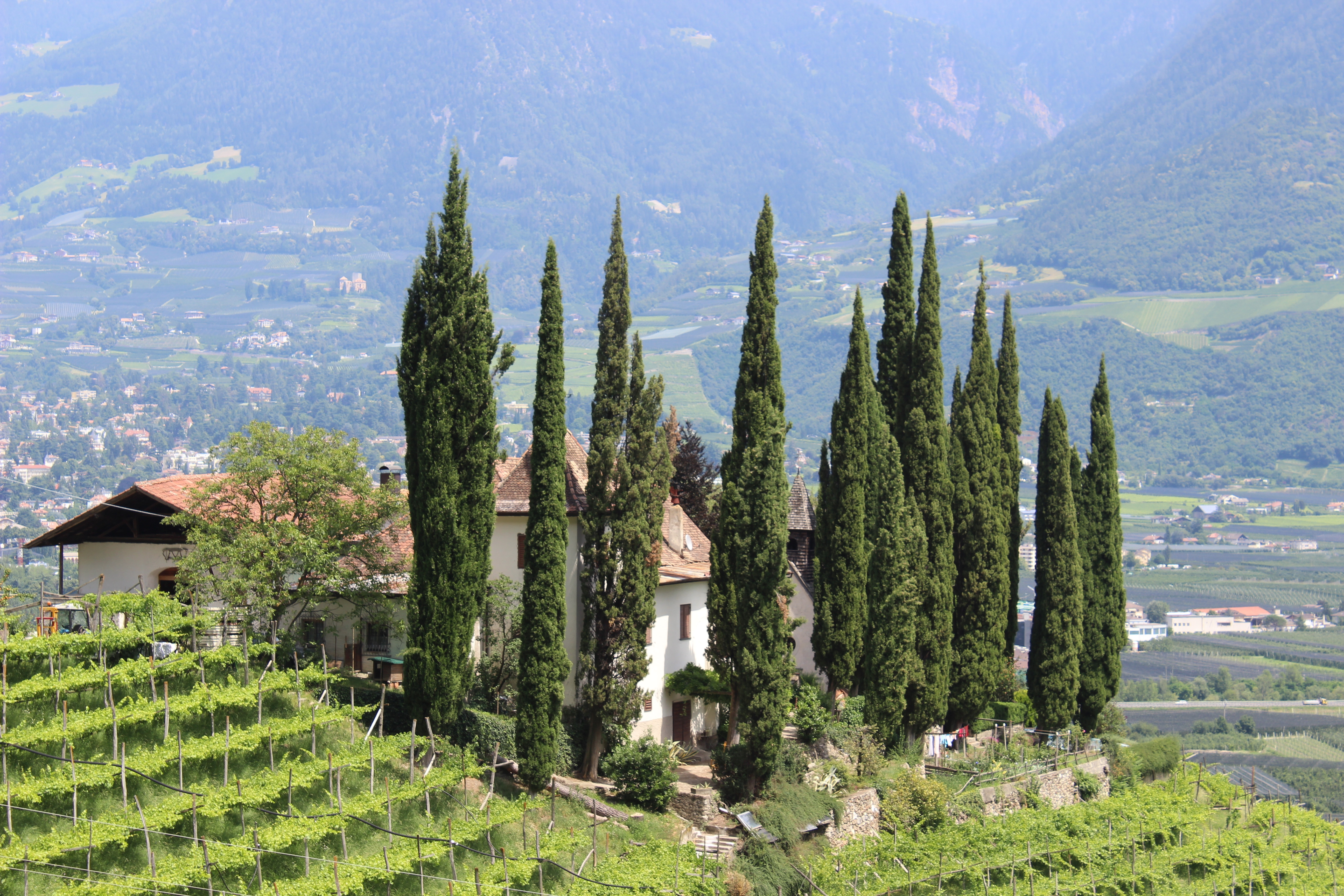
Zypressen bei der Schickenburg

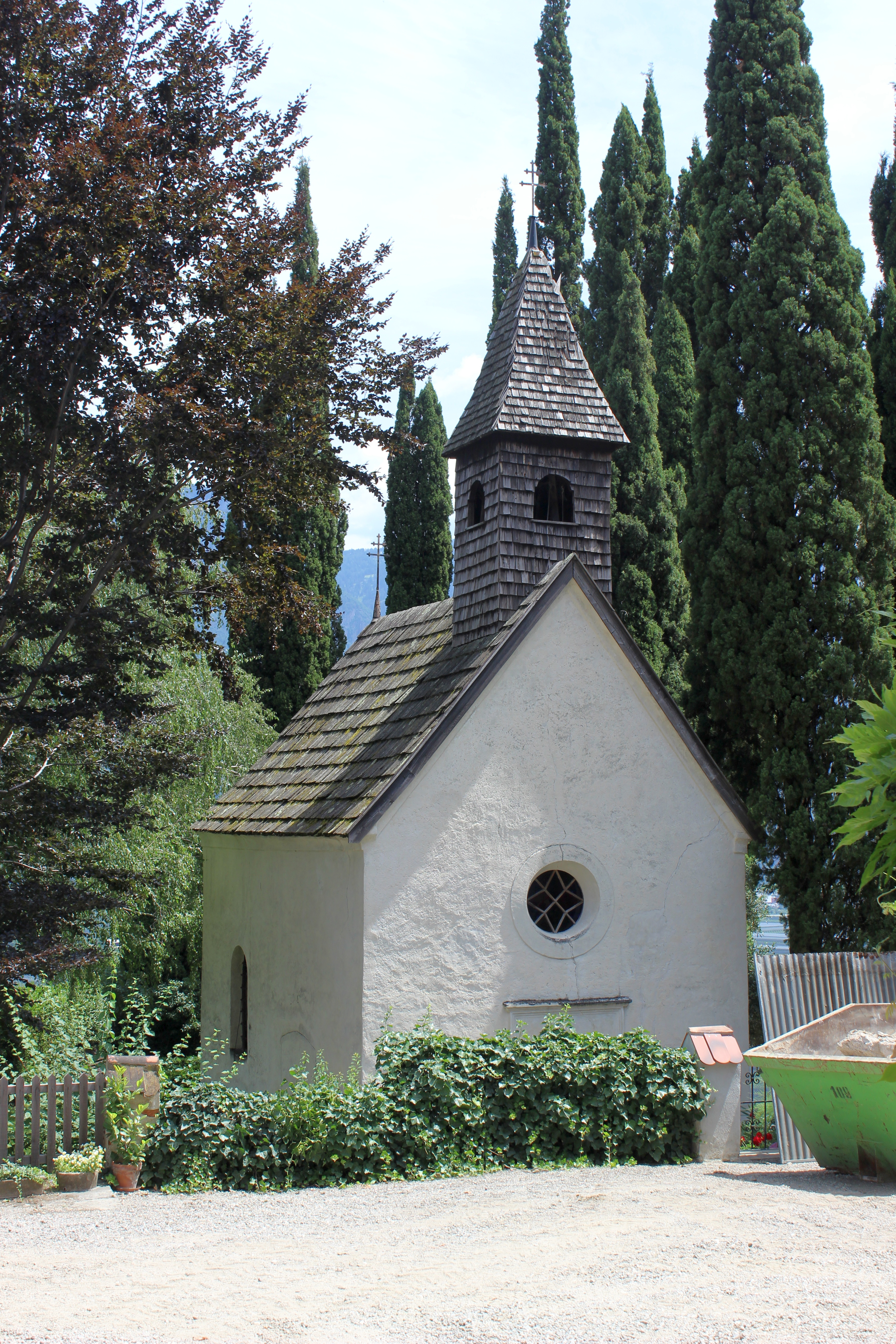
Antoniuskapelle

## Lage
Der Ansitz befindet sich südlich von Marling auf einer Hügellage.

## Geschichte
Der Schickenhof wurde 1369 erstmals urkundlich erwähnt. 1528 nennt das Urbar Melchior Schickner vom „Kreblguet am Schicken“. Zugunsten des kaiserlichen Rates Christoph Sattelberger erhob Kaiser Rudolf II. den Hof zum Edelsitz und befreite ihn 1606 von allen Steuern. Die dem heiligen Antonius von Padua geweihte Hofkapelle ließ 1652 sein Sohn, der Hofkammerrat und Gerichtsherr in Stubai Martin Sattelberger, erbauen. Er wurde 1646 mit dem Prädikat von Sattelberger zu Schickenburg immatrikuliert und erhielt 1650 die Würde eines Pfalzgrafen. 1652 stiftete er in der Kapelle für sein Seelenheil 30 Jahresmessen. Aus Mangel an Nachkommenschaft kam Schickenburg in der zweiten Hälfte des 17. Jahrhunderts an die Freiherren von Voglmayr, von denen es 1693 Christoph Anton von Voglmayr besaß. 1750 verkaufte Martin Anton von Vogelmayr das Gut dem Sebastian Prünster. 1755 gehörte es dem Stiftsverwalter Joseph Oswald Prugger. 1794 veräußerten die Erben den Schickenhof um 9040 Gulden an den Bauer Johann Holzer. Im 19. Jahrhundert wurde das Anwesen als verwahrlost bezeichnet. Im Wohnhaus waren noch zwei Glasgemälde vorhanden, die an die Dienste des Christoph Sattelberger im Kleve’schen Erbfolgestreit erinnerten. Zwei weitere wurden verkauft. Die Antoniuskapelle beherbergte vier Gemälde der Kirchenväter eines unbekannten italienischen Meisters. Aus finanzieller Not der Besitzer verfiel die Kapelle zusehend. Der damalige Pfarrer Santner ließ die zum Messelesen unbrauchbare Kapelle mit Spendengeldern in Stand setzen. In den 1860er Jahren wurde das Gut zwangsversteigert. Seit dem 11. November 1950 stehen der Ansitz und die Kapelle unter Denkmalschutz. Nach mehreren Besitzerwechseln gelangte die Schickenburg 1955 an  Meinhard Menz.

## Architektur
Das Wohnhaus besitzt zwei Erker und eine steingerahmte Rundbogentür. Die schlichte Kapelle mit polygonalem Chorabschluss ist mit einem hölzernen Dachreiter, einer Rechtecktür und einem Rundbogenfenster versehen.